# Paul-Victor de Sèze
Paul-Victor de Seze o Paul-Victor de Sèze, (15 de diciembre de 1754 Saint-Émilion, Gironda; 1  de abril de 1830 Saint-Médard-d'Eyrans, Gironda) fue un médico, diputado, y rector  Francés. fue el primer rector de la Académie de Bordeaux, en 1809.
Fue hermano del abogado Raymond de Sèze, y padre de Aurélien de Seze, amante de George Sand

## Biografía
Nacido en Saint-Émilion el 15 de diciembre de 1754, estudió medicina en Montpellier.
Agrégé en el Colegio de la Facultad de Burdeos en 1783, ingresó el mismo año en la Real Academia de Ciencias, belles-lettres et arts de Bordeaux, luego en el Musée de Bordeaux, una sociedad literaria que emana de la francmasonería, de la cual fue un miembro. En 1789 publicó Les Vœux d'un Citoyen en el que abogó por una monarquía constitucional.
Elegido el 10 de abril de 1789 como representante de la sénéchaussée de Guyenne en los Estados Generales, toma el Juramento del Juego de Pelota. Se opone a la ley de emigrantes y a la constitución civil del clero, pero se destaca por sus intervenciones a favor de los hospitales, el saneamiento urbano, la educación pública y sobre todo el reconocimiento de la ciudadanía de judíos y negros. En la disolución de la Asamblea Constituyente el 25 de septiembre de 1791, regresó a Burdeos y escapó de la orden judicial para llevar que se emitió contra él durante el Terror.
Fundador de la Sociedad de Salud Clínica en 1796, se le encomendaron los cursos de materia médica en la escuela práctica de Saint-André en Burdeos. En 1801, fue llamado a la Comisión Asesora de la prefectura.
Ascendido a la presidencia de la Sociedad de Medicina de Burdeos en 1803, también presidió la primera asamblea del Colegio Electoral del distrito de Burdeos el 17 de germen del año XI. Fue el primer Rector de la Academia de Burdeos, nombrado el 24 de agosto de 1809. Se puso del lado del retorno de la realeza el 12 de marzo de 1814 y formó parte del consejo del duque de Angulema durante la primera restauración.
Habiendo dimitido durante los Cien Días, fue reinstalado en el rectorado cuando cayó Napoleón. Administrador de la escuela para sordomudos, asociado no residente de la Real Academia de Medicina de París, miembro de la Sociedad de Medicina desde 1821, fue elevado al rango de Oficial de la Real Orden de la Legión de Honor en 1824. Murió en su castillo de Eyran, en Saint-Médard-d'Eyrans (Gironda), el 1 de abril de 1830.

### Escritos
- Les vœux d'un citoyen, 1789
- "Recherches physiologiques et philosophiques sur la sensibilité ou la vie animale" 1786
- "Dissertation medica de affectibus soporisis" 1774